# Tanjung Tebat (Muaradua Kisam)
Tanjung Tebat is een bestuurslaag in het regentschap Ogan Komering Ulu Selatan van de provincie Zuid-Sumatra, Indonesië. Tanjung Tebat telt 1183 inwoners (volkstelling 2010).